# Nazionale maschile under 18 di pallacanestro di Macao
La nazionale di pallacanestro macaense Under-18 è una selezione giovanile della nazionale macaense di pallacanestro, ed è rappresentata dai migliori giocatori di nazionalità macaense di età non superiore ai 18 anni.
Partecipa a tutte le manifestazioni internazionali giovanili di pallacanestro per nazioni gestite dalla FIBA.

## Partecipazioni

### FIBA AsiaBasket Under-18
- 1992 - 13°
- 1995 - 14°